# Ночь в стиле диско
«Ночь в стиле диско» — новогодний музыкальный фильм, вышедший в ночь с 31 декабря 2004 года на 1 января 2005 года на каналах «СТС» (Россия) и «1+1» (Украина). Фильм является совместным проектом канала «СТС» и «Радио Диско». Картину снимали с 2 по 13 ноября 2004 года в одном из павильонов «Мосфильма», продюсером выступил Александр Цекало, в качестве режиссёров-постановщиков были приглашены Феликс Михайлов и Егор Дружинин.
Фильм передаёт атмосферу 80-х годов песнями-хитами в стиле диско с изменённой аранжировкой, яркими костюмами и декорациями. Аудиоверсия мюзикла была выпущена на CD 23 декабря 2004 года компанией «Проф-Медиа», а сам фильм (на VHS и DVD) — в январе 2005 года.
Согласно данным TNS Gallup Media, мюзикл прошёл с рейтингом 3 % и долей 5,8 % по аудитории «все зрители старше 18 лет», заняв третье место в пятёрке самых рейтинговых шоу новогодней ночи.

## Сюжет
Четверо друзей, их играют участники О.С.П. студии (Татьяна Лазарева, Михаил Шац, Сергей Белоголовцев, Павел Кабанов), едут на концерт, где их встречает диджей — он же глава города, а позже официант — Диско Пуп (Андрей Бочаров). Он превращает шикарную машину в Жука, а строгие костюмы — в разноцветные рубашки и брюки. Герои веселятся, попадают в неловкие ситуации, слушают, как звёзды исполняют свои хиты, а потом и сами оказываются на сцене. В конце все исполнители собираются у новогодней ёлки. Звучит финальная песня про ёлочку.

## Исполненные песни
- Глюкоза — «Я шагаю по Москве» (из к/ф «Я шагаю по Москве»)
- Кристина Орбакайте — «Катюша»
- «Гости из будущего» — «Наш сосед»
- «ВИА Гра» и Александр Цекало — «Если б я был султан»
- «Руки Вверх» — «Если у вас нету тёти» (из к/ф «Ирония судьбы, или С лёгким паром!»)
- «О.С.П.-студия» —  Попурри из песен «Moscou», «Midnight», «Dancer»
- Николай Басков — «DISCO»
- Борис Моисеев и «Блестящие» — «Честно говоря»
- Леонид Агутин и Анжелика Варум — «Сердце»
- Анастасия Стоцкая — «Мий ридний край»
- Валерий Сюткин — «Постой, паровоз»
- «Премьер-министр» — «Подмосковные вечера»
- «Smash» — «Last Christmas»
- Алексей Кортнев — «Мой адрес — Советский Союз»
- Руслана — «Besame Mucho»
- «Уматурман» — «Главное, ребята»
- Владимир Пресняков и «Сливки» — «Sunny»
- «Звери» — «Несе Галя воду»
- «Секрет» — «Back in the U.S.S.R.»
- «Отпетые мошенники» и Катя Лель — «Маруся, раз, два, три, калина»
- «Иванушки Int.» — «Venus»
- «Чай вдвоём» и «Мурзилки Int.» — Попурри из песен шансона
- «Непара» — «Червона рута»
- REFLEX и Дмитрий Климашенко — «Белые розы»
- Олег Скрипка — «Ты ж мене пидманула»
- Дима Билан и «Динамит» — «Крутится, вертится шар голубой...»
- Ани Лорак — «Топ, топ, топает малыш»
- Все звёзды — Попурри из песен «В лесу родилась ёлочка» и «Jingle Bells»

## Другие актёры
- Дмитрий Нагиев (в роли прапорщика Задова)[8]
- Илья Авербух
- Ирина Лобачёва
- Александр Семчев

## Съёмки
Съёмки новогодней программы проходили в течение одиннадцати дней, с 2 по 13 ноября 2004, в одном из павильонов «Мосфильма». В отличие от других российских телеканалов, СТС пригласили для участия в съёмках украинских звёзд.
Для номера Варум и Агутина на площадке был специально залит каток, а приглашённый Илья Авербух давал паре уроки фигурного катания.